# Marc Cayeux
Marc Elton Cayeux (Lancaster, 22 februari 1978) is een Zimbabwaans golfprofessional die actief is op de Sunshine Tour en de Europese PGA Tour.

## Loopbaan
Cayeux werd geboren in de Engelse stad Lancaster en groeide op in Zimbabwe. Zijn vader is een Zuid-Afrikaan en zijn moeder is een Engelse. Op veertienjarige leeftijd verliet hij de school en begon zijn golfcarrière.
In 1996 werd Cayeux een golfprofessional en hij behaalde op 22 november 1998 zijn eerste profzege op de Sunshine Tour door het Zambia Open te winnen. In het volgende decennium won Cayeux nog acht toernooien op de Sunshine Tour en zijn laatste zege dateert uit februari 2008, toen hij de Nashua Masters won.
In 2004 deed hij mee aan de Europese Challenge Tour en won daar drie golftoernooien waaronder het Kenya Open.

## Prestaties

### Professional
Sunshine Tour
| Nr. | Datum            | Toernooi                     | Score           | Score | Info                                          |
| --- | ---------------- | ---------------------------- | --------------- | ----- | --------------------------------------------- |
| 1   | 22 november 1998 | Zambia Open                  | 68-70-67-68=273 | –11   | [ 1 ]                                         |
| 2   | 21 februari 1999 | Stenham Royal Swazi Sun      | 67-68-65-66=266 | –22   | [ 2 ]                                         |
| 3   | 13 mei 2000      | Pietersburg Classic          | 68-70-64=202    | –14   | [ 3 ]                                         |
| 4   | 31 maart 2001    | FNB Botswana Open            | 66-63-68=197    | –16   | [ 4 ]                                         |
| 5   | 10 maart 2002    | Stanbic Zambia Open          | 69-66-65-70=270 | –22   | Telde ook mee voor de Europese Challenge Tour |
| 6   | 10 mei 2003      | Limpopo Industrelek Classic  | 68-64-65=197    | –19   | [ 6 ]                                         |
| 7   | 27 februari 2005 | Vodacom Tour Championship    | 70-70-67-61=268 | –20   | [ 7 ]                                         |
| 8   | 7 oktober 2007   | Bearing Man Highveld Classic | 71-69-62=202    | –14   | [ 8 ]                                         |
| 9   | 3 februari 2008  | Nashua Masters               | 66-67-67-68=268 | –12   | [ 9 ]                                         |

Challenge Tour
| Nr. | Datum             | Toernooi            | Score           | Score | Info                                |
| --- | ----------------- | ------------------- | --------------- | ----- | ----------------------------------- |
| 1   | 10 maart 2002     | Stanbic Zambia Open | 69-66-65-70=270 | –22   | Telde ook mee voor de Sunshine Tour |
| 2   | 21 maart 2004     | Kenya Open          | 65-63-75-67=270 | –10   | Won de play-off van Leif Westerberg |
| 3   | 26 september 2004 | Open de Toulouse    | 65-71-72-68=276 | –12   | Won de play-off van David Drysdale  |